# Scutari
Scutari – wieś w Rumunii, w okręgu Botoszany, w gminie Mileanca. W 2011 roku liczyła 315 mieszkańców.